# Supercoppa di Cina 2014
La Supercoppa di Cina 2014 è stata la dodicesima edizione della Supercoppa di Cina.
Si è svolta il 16 febbraio 2014 all'Olympic Sports Center di Guiyang, tra il Guangzhou Evergrande, vincitore della Chinese Super League, e il Guizhou Renhe, vincitore della Coppa di Cina.
La vittoria del trofeo è andata al Guizhou Renhe, che ha sconfitto per 1-0 il Guangzhou Evergrande grazie a una rete di Zlatan Muslimović.

## Tabellino
| Arbitro: | Tan Hai |

|                |           |  |
| Muslimović 35’ | Marcatori |  |

### Formazioni
| Guizhou Renhe | Guangzhou Evergrande |

|             |    |                     |     |     |
|             |    |                     |     |     |
| P           | 12 | Zhang Lie           |     |     |
| D           | 3  | Zhang Chenglin      |     |     |
| D           | 4  | Jonas Salley        |     |     |
| D           | 17 | Sun Jihai (c)       |     |     |
| D           | 31 | Rao Weihui          |     | 46’ |
| C           | 7  | Krzysztof Mączyński |     | 77’ |
| C           | 29 | Yang Hao            |     |     |
| C           | 15 | Chen Jie            |     |     |
| C           | 6  | Fan Yunlong         |     |     |
| C           | 27 | Qu Bo               |     |     |
| A           | 9  | Zlatan Muslimović   |     | 59’ |
| Sostituti:  |    |                     |     |     |
| P           | 22 | Sheng Peng          |     |     |
| D           | 19 | Liu Tianqi          |     |     |
| D           | 23 | Xavier Chen         | 70’ | 46’ |
| D           | 35 | Wan Houliang        |     |     |
| C           | 8  | Li Chunyu           |     | 77’ |
| C           | 14 | Yang Yihu           |     |     |
| A           | 39 | Chen Zijie          | 84’ | 59’ |
| Allenatore: |    |                     |     |     |
| Gong Lei    |    |                     |     |     |

|                    |    |                 |     |     |
|                    |    |                 |     |     |
| P                  | 1  | Fang Jingqi     |     |     |
| D                  | 7  | Feng Junyan (c) |     |     |
| D                  | 24 | Liu Haidong     |     |     |
| D                  | 26 | Li Jianbin      | 84’ |     |
| D                  | 34 | Hu Weiwei       | 43’ |     |
| C                  | 20 | Yang Xin        |     |     |
| C                  | 35 | Qin Sheng       |     |     |
| C                  | 39 | Tan Jiajun      |     | 85’ |
| C                  | 31 | Luo Jiacheng    |     |     |
| C                  | 36 | Hu Yangyang     |     | 85’ |
| A                  | 30 | Yang Chaosheng  |     |     |
| Sostituti:         |    |                 |     |     |
| D                  | 38 | Wen Haojun      |     |     |
| D                  | 40 | Hu Bowen        |     |     |
| C                  | 25 | Gan Tiancheng   |     | 85’ |
| A                  | 27 | Wang Junhui     |     | 85’ |
| Allenatore:        |    |                 |     |     |
| Fabrizio Del Rosso |    |                 |     |     |

## Campioni
| Vincitore Supercoppa di Cina 2014 |
| --------------------------------- |
| Guizhou Renhe 1º titolo           |